# Anopheles hancocki
Anopheles hancocki är en tvåvingeart som beskrevs av Edwards 1929. Anopheles hancocki ingår i släktet Anopheles och familjen stickmyggor. Inga underarter finns listade i Catalogue of Life.